# جوزيف أليساندرو
جوزيف أليساندرو (بالإنجليزية: Joseph Alessandro)‏ هو كاهن كاثوليكي مالطي، ولد في 30 نوفمبر 1944 في باولا في مالطا.